# Josipina Toman

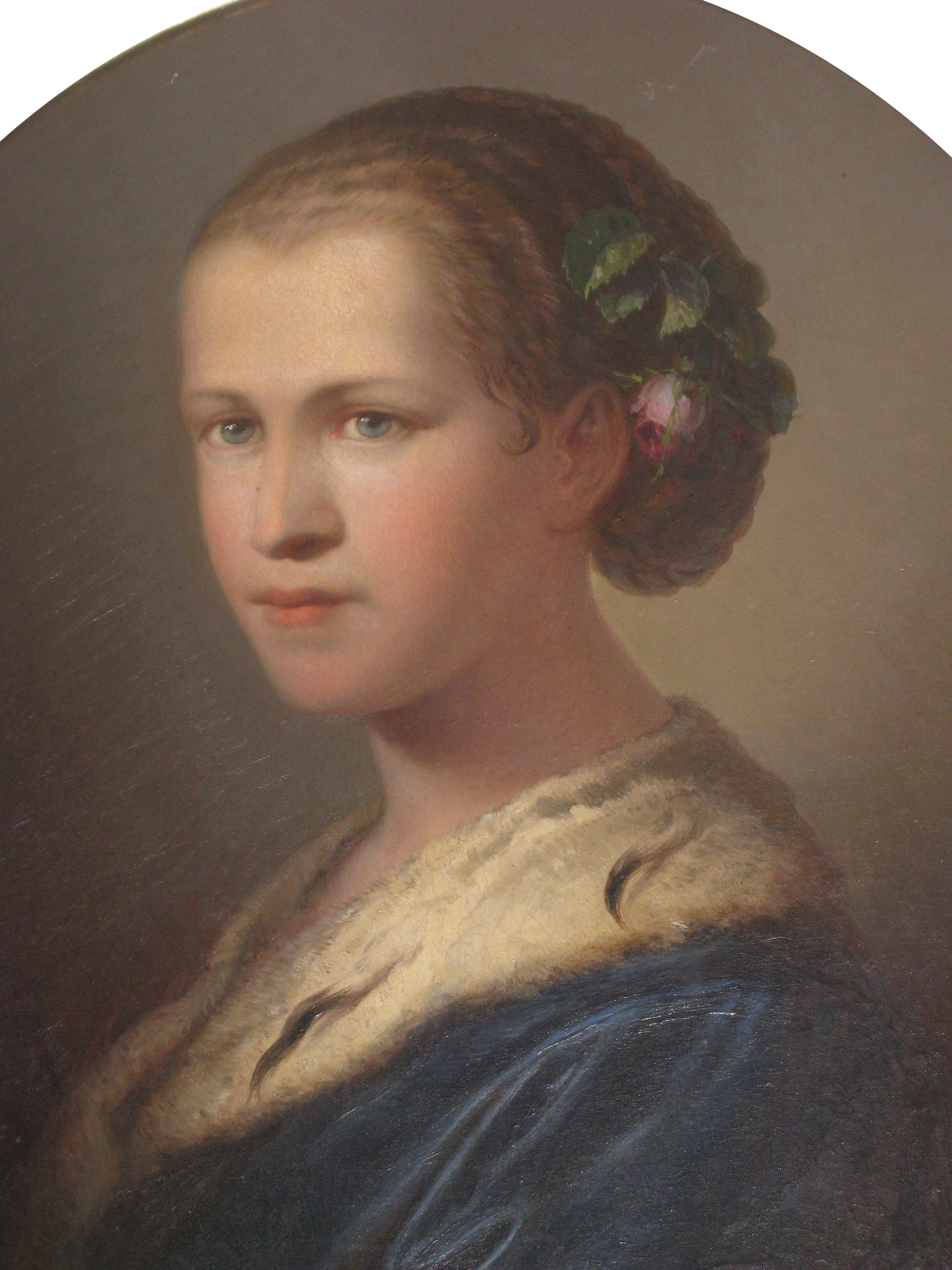
Porträt von Josipina Toman (unbekannter Maler)

Josipina Toman, Pseudonym Josipina Turnograjska (* 4. Juli 1833 auf Schloss Thurn unter Neuburg, Preddvor, Krain, als Josipina Urbančič; † 1. Juni 1854 in Graz, Steiermark) war eine slowenische Dichterin, Schriftstellerin und Komponistin.

## Leben

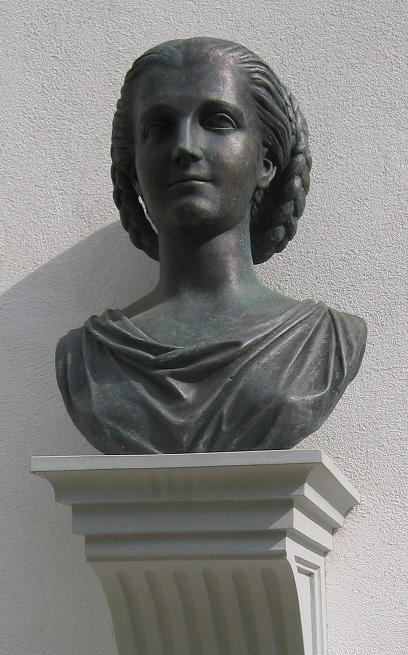
Büste Tomans auf Schloss Thurn von Franc Ksaver Zajec (1858)

Josipina Urbančič, getauft als Josepha Constantia Anna Urbantschitsch war die Tochter des Gutsherrn Johann Nepomuk Urbančič und dessen Frau Marija Jožefina, geb. Terpinc. Nach dem Tod des Vaters im Jahr 1841 führte die Mutter das Gut alleine und engagierte Hauslehrer für die Erziehung der Kinder. Josipina erhielt so eine Bildung, die über die damals für Mädchen übliche hinausging und Geschichte, Erdkunde, Naturwissenschaften, Mathematik sowie moderne und klassische Sprachen umfasste. Einen besonderen Einfluss übte der Priester und Politiker Lovro Pintar aus, der sie mit historischer Lektüre in verschiedenen slawischen Sprachen versorgte und ihre ersten schriftstellerischen Versuche förderte. Über ihn lernte sie den Juristen Lovro Toman kennen, mit dem sie sich 1850 verlobte. Nach der Heirat am 22. September 1853 zog sie zu ihrem Mann nach Graz, wo er als Anwalt tätig war. Am 20. Mai 1854 überstand sie eine Frühgeburt, starb aber kurz darauf an deren Folgen im Alter von nicht einmal 21 Jahren. Sie wurde auf dem Friedhof St. Leonhard in Graz begraben.

## Werk
Josipina Toman gilt als die erste slowenische Prosaautorin, 38 Texte sind von ihr erhalten. Sie veröffentlichte zwischen 1851 und 1853 neun Texte unter dem Pseudonym Josipina Turnograjska („von Schloss Thurn“), zunächst in Anton Janežičs literarischem Wochenblatt Slovenska bčela, ab 1852 in Radoslav Razlags Almanach Zora. In ihren Erzählungen verarbeitete sie Motive aus der slowenischen und slawischen Geschichte und Mythologie sowie Beschreibungen der Natur. Daneben verfasste sie das Langgedicht Zmiraj krasna je narava und komponierte mehrere Klavierstücke und Lieder, von denen eines 1851 in Graz aufgeführt wurde.
Ihr Nachlass umfasst unveröffentlichte Erzählungen, einen dramatischen Versuch, den Entwurf zu einer Metrik der Prosa, patriotische Aufsätze und eine umfangreiche Korrespondenz. Sie stand in Briefkontakt mit Literaten in verschiedenen slawischen Sprachen und tauschte mit ihrem Verlobten Lovro Toman bis zur Hochzeit mehr als tausend Briefe aus.

## Würdigung
Unter ihren Zeitgenossen galt Josipina Toman als großes literarisches Talent, ihre Texte erhielten Aufmerksamkeit auch in anderen slawischen Ländern wie Russland und Bulgarien. Josipina Turnograjska wird als die erste slowenischsprachige Dichterin beschrieben, die mit ihren Werken maßgeblich zur Entwicklung der damals aufkommenden slowenischen bürgerlichen Ideologie beigetragen haben soll.
In Ljubljana und Preddvor tragen Straßen ihren Namen: Ulica Josipine Turnograjske.